# Rogi (Niemodlin)
Rogi (deutsch Rogau) ist ein Ort in der Stadt- und Landgemeinde Niemodlin, im Powiat Opolski der Woiwodschaft Opole in Polen.

## Geographie
Das Straßendorf Rogi liegt etwa acht Kilometer westlich von Niemodlin (Falkenberg) und 33 Kilometer westlich von  Opole (Oppeln) in der Schlesischen Tiefebene.
Nachbarorte von Rogi sind Tarnica (Tarnitze), im Süden Rutki (Rautke), im Südosten Roszkowice (Roßdorf) und im Südwesten Tłustoręby (Kirchberg).

## Geschichte

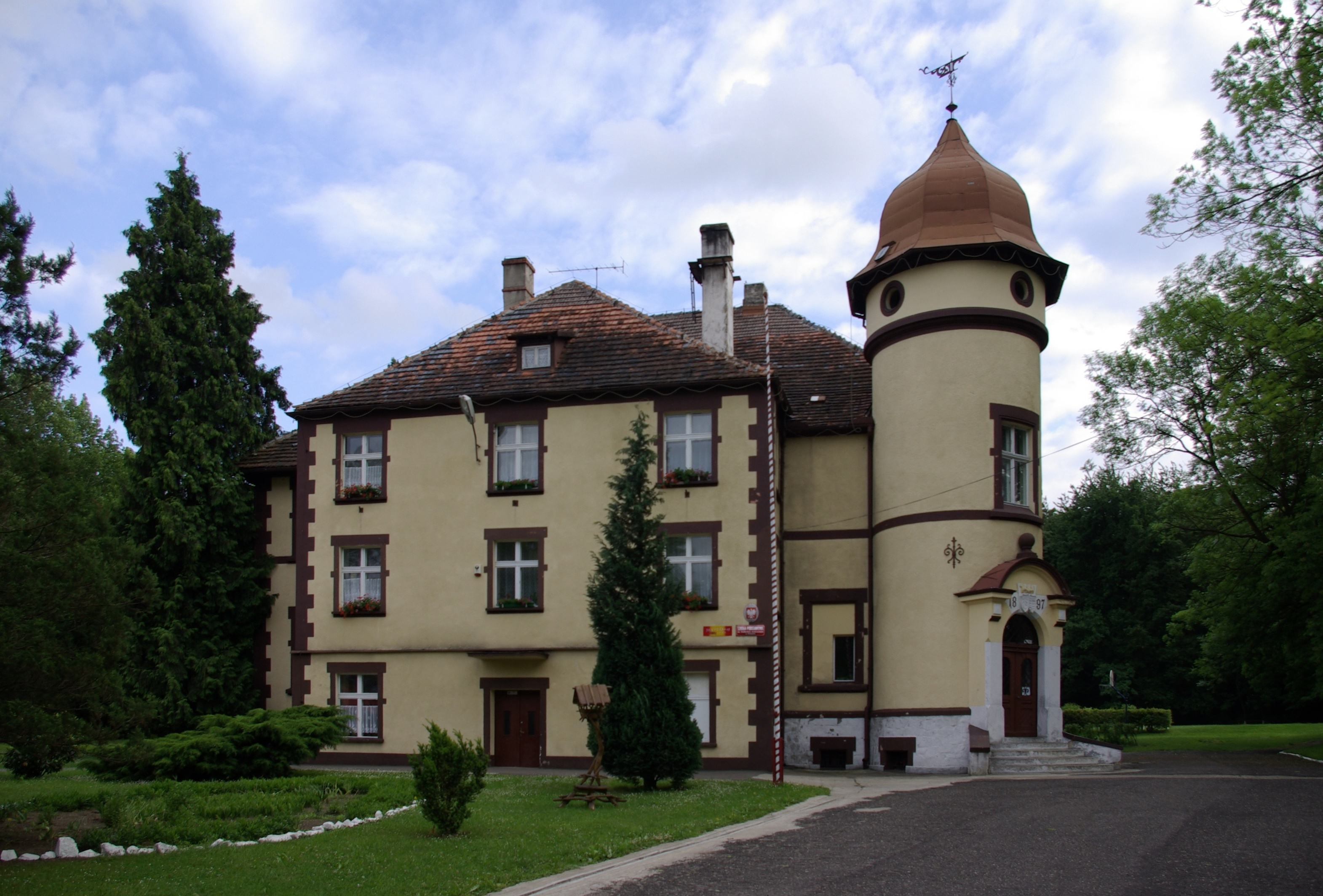
Schloss Rogau

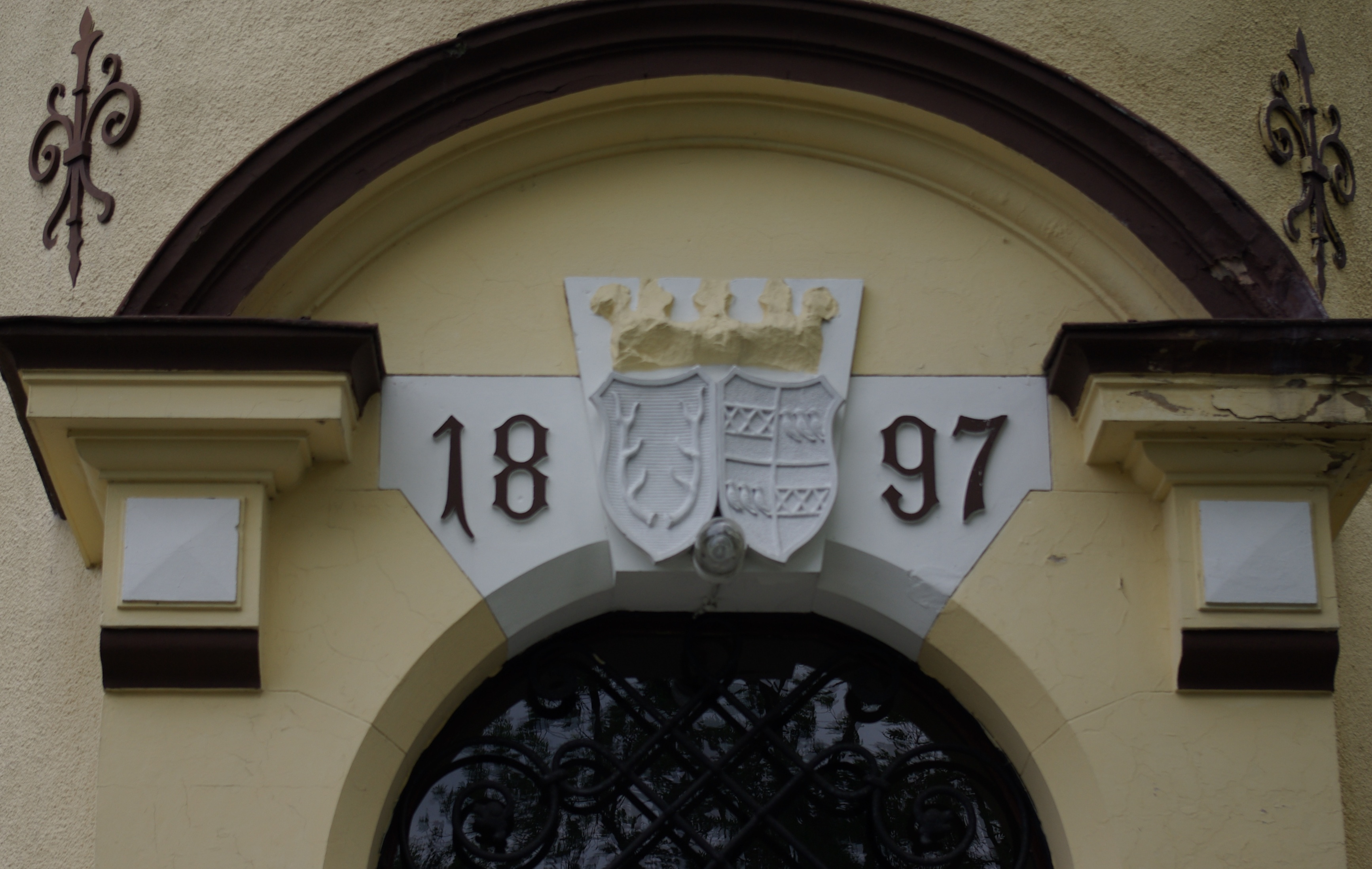
Eingangsportal des Schlosses

Bereits 1335 wurde eine Kirche erwähnt. Das Dorf wurde erstmals 1412 erwähnt. 1685 wurde im Dorf eine Holzkirche erbaut.
Nach dem Ersten Schlesischen Krieg 1742 fiel Rogau mit dem größten Teil Schlesiens an Preußen. 1790 wurde ein Schulhaus erbaut. 1792 bestand das Dorf aus 3 Bauernstellen, 18 Gärtnerstellen und 2 Häuslerstellen; es hatte 129 Einwohner.
Nach der Neuorganisation der Provinz Schlesien gehörte die Landgemeinde Rogau ab 1817 zum Landkreis Falkenberg O.S. im Regierungsbezirk Oppeln. 1845 bestand das Dorf aus 48 Häusern, einem Schloss, einer evangelischen Schule und einem Vorwerk. Im gleichen Jahr lebten in Rogau 267 Menschen, davon 107 katholische. 1855 lebten 124 Menschen im Ort. 1860 wurde das Gut mit Schloss an Friedrich Wilhelm von Praschma verkauft. 1865 zählte das Dorf 3 Bauernhöfe, 19 Gärtner- und 4 Häuslerstellen. Die Schule wurde im gleichen Jahr von 54 Schülern besucht. 1874 wurde der Amtsbezirk Graase gegründet, welcher aus den Landgemeinden Graase, Groß Mangersdorf, Groß Sarne, Klein Mangersdorf, Raschwitz, Rogau und Rautke und den Gutsbezirken Graase, Groß Sarne, Klein Mangersdorf, Raschwitz und Rautke bestand. 1885 zählte Rogau 211 Einwohner.
Zwischen 1901 und 1903 wurde in Rogi eine neue Kirche im erbaut. 1933 lebten in Rogau 311 Menschen. Im Jahr 1939 zählte das Dorf 340 Einwohner. Bis Kriegsende 1945 gehörte der Ort Rogau zum Landkreis Falkenberg O.S.
Im Februar 1945 wurde das Dorf durch die Rote Armee eingenommen. Danach kam der bisher deutsche Ort Rogau unter polnische Verwaltung und wurde in Rogi umbenannt. Im Juni 1946 wurde die verbliebene deutsche Bevölkerung vertrieben. 1950 kam der Ort zur Woiwodschaft Oppeln. 1999 kam der Ort als Teil der Gmina Niemodlin zum wiedergegründeten Powiat Opolski.

## Sehenswürdigkeiten
- Das Schloss Rogau entstand in der ersten Hälfte des 19. Jahrhunderts. 1860 erwarb die Familie Praschma das Anwesen. 1897 wurde das Schloss erweitert und umgebaut. Nachdem die Familie Praschma das Schloss in den 1930er Jahren aufgab, wurde es zeitweise als Waisenhaus, Kindergesundheitsanstalt und als Arbeitsdienstlager genutzt. Nach dem Zweiten Weltkrieg wurde im Schloss eine Grundschule eingerichtet, die bis heute besteht. Das Schloss liegt in einem Landschaftspark mit zahlreichen alten Bäumen, darunter Stieleichen.[3]
- Katholische Kirche Mariä Geburt – 1901–1903 im neoromanischen Stil erbaut.[2]

## Vereine
- Freiwillige Feuerwehr OSP Rogi